# أمور جدية
أمور جدية هو برنامج ترفيهي تلفزيوني تونسي وهو النسخة العربية التونسية من البرنامج العالمي الفرنسي الشهير "!Touche pas à mon poste" أنشأ سنة 2016 يبث على قناة الحوار التونسي كل يوم ثلاثاء تقديم نوفل الورتاني